# Karl-Heinz Pelser
Karl-Heinz Pelser (* 21. Oktober 1926 in Bochum) ist ein deutscher Schauspieler.

## Leben
Pelser nahm Schauspielunterricht bei Saladin Schmitt und arbeitete von 1947 bis 1949 als Eleve am Schauspielhaus Bochum. Seine Bühnenlaufbahn begann 1949 an den Städtischen Bühnen Aachen. 1950 wechselte er an das Stadttheater Ingolstadt, 1951 an das Landestheater Coburg, 1952 an die Städtischen Bühnen Freiburg im Breisgau, 1954 an das Staatstheater Hannover, 1957 an das Hessische Staatstheater Wiesbaden, 1959 an das Nationaltheater Mannheim, 1961 an das Schauspielhaus Bochum, 1968 an die Bühnen der Stadt Köln, 1973 an das Württembergische Staatstheater Stuttgart und 1977 an das Bayerische Staatsschauspiel München. 1983 wurde Pelser freischaffender Schauspieler. Gastspiele hatte er im Pariser Théâtre des Nations 1964, Piccolo Teatro di Milano 1972, Belgrad Welttheater 1986, Ruhrfestspiele 1963 und 1987, Festival van Vlaanderen Gent 1972, Berliner Theatertreffen 1961, 1965.
In seiner langen Bühnenkarriere übernahm Pelser zahlreiche bedeutende Rollen, darunter Ferdinand in Kabale und Liebe, Tempelherr in Nathan der Weise, die Titelfigur in Schillers Don Karlos, Romeo in Romeo und Julia, die Titelfigur in Prinz Friedrich von Homburg oder die Schlacht bei Fehrbellin, Troilus in Troilus und Cressida, Wetter von Strahl in Das Käthchen von Heilbronn, die Titelrollen in Die Verschwörung des Fiesco zu Genua, Schillers Wallenstein, Goethes Faust, Peer Gynt, Professor Higgins in My Fair Lady, König Ödipus, Ödipus auf Kolonos, Kreon in Antigone, Michael Kramer und andere.
Der profilierte Theaterschauspieler stand nur verhältnismäßig selten vor der Fernsehkamera und hier besonders in Adaptionen von Theaterstücken. Seine einzige bedeutende Filmrolle spielte er 1980 unter Ingmar Bergman in dessen Filmdrama Aus dem Leben der Marionetten als Untersuchungsrichter. Regisseure der Inszenierungen waren unter anderem Saladin Schmitt, Hans Schalla, Herbert Maisch, Leopold Lindtberg, Hans Bauer, Kurt Ehrhardt, Kurt Hübner, Peter Palitzsch, Hansgünther Heyme, Kurt Meisel, Karl-Heinz Stroux, Hanskarl Zeiser und Ingmar Bergman.